# Draco affinis
Draco affinis är en ödleart som beskrevs av  Bartlett 1895. Draco affinis ingår i släktet flygdrakar, och familjen agamer. Inga underarter finns listade i Catalogue of Life.
Enligt Reptile Database är Draco affinis en synonym till Draco cornutus.